# Macrozamia reducta
Macrozamia reducta — вид голонасінних рослин класу саговникоподібні (Cycadopsida).
Етимологія: лат. reductus — «знижується», з меншого зросту цього виду, на відміну від пов'язаного M. communis.

## Опис
Рослини без наземного стовбура або деревовиді (рідко), стовбур 0–0.4 м заввишки, 20–40 см діаметром. Листя 12–40 в короні, від яскраво-зеленого до темно-зеленого кольору, напівглянсове, завдовжки 70–150 см, з 75–120 листівок; хребет не спірально закручений, прямий, жорсткий або прямий; черешок завдовжки 13–30 см, прямий, без шипів. Листові фрагменти прості; середні — 160—320 мм, шириною 5–9 мм. Пилкові шишки веретеновиді, 25–33 см завдовжки, 6,5–7,5 см діаметром. Насіннєві шишки яйцюваті, 16–23 см, 9–12 см діаметром. Насіння яйцеподібні, 24–30 мм завдовжки, 20–26 мм завширшки; саркотеста червона.

## Поширення, екологія
Країни поширення: Австралія (Новий Південний Уельс). Рослини локально поширені в сухих склерофітних рідколіссях на піщаних ґрунтах поверх пісковика на гребенях.

## Загрози та охорона
Рослини зустрічаються в англ. Werakata National Park.